# Лейпунский, Александр Ильич

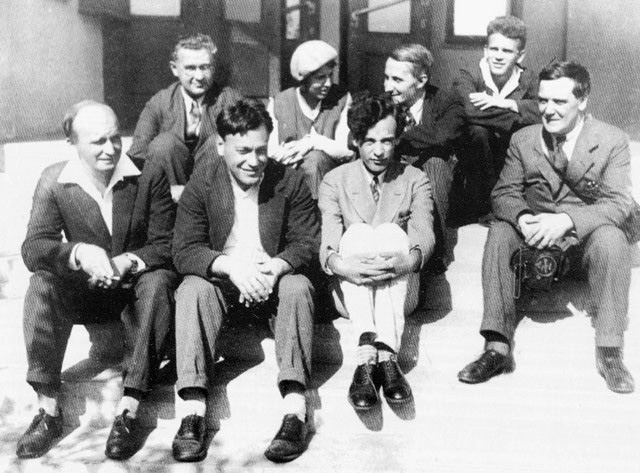
На ступеньках УФТИ, 1930-е годы. Второй слева директор УФТИ А.И.Лейпунский. Слева от него Л.В. Шубников, справа - Л.Д.Ландау. Крайний справа - П.Л. Капица.

Алекса́ндр Ильи́ч Лейпу́нский (24 ноября [7 декабря] 1903, деревня Драгли, Сокольский уезд, Гродненская губерния — 14 августа 1972, Обнинск, Калужская область) — советский физик-экспериментатор, академик АН Украинской ССР. Герой Социалистического Труда.

## Биография
Родился в деревне Драгли Сокальского уезда Гродненской губернии (ныне — территория Польши) в семье служащего военного ведомства Гродно. Еврей.

Семья:
- Отец — Илья Исаакович Лейпунский (1872—1936).
- Мать — Софья Наумовна Лейпунская (урождённая Шпанина, 1885—1961), сирота, воспитывалась у родственников, выпускница гимназии.
- Брат — Овсей Ильич Лейпунский (1909—1990), советский физик, участник атомного проекта СССР. Основоположник способа синтеза алмазов, применяемого сейчас во всем мире. Один из создателей научно-методической базы радиометрии и дозиметрии проникающих излучений, автор (совместно с Я. Б. Зельдовичем) теории внутренней баллистики реактивных пороховых снарядов («Катюш»), разработчик современных видов твердого топлива для ракет.
- Сестра — Дора Ильинична Лейпунская (1912—1977), советский физик, участник атомного проекта СССР. Заведующая лабораторией в секретном НИИ-9, где занималась технологией плутония и дозиметрами. Во ВНИИ ядерной геохимии и геофизики разработала метод количественного нейтронно-активационного анализа для разведки полезных ископаемых.
- Жена — Антонина Фёдоровна Прихотько (1906—1995), советский физик. Директор Физического института в Киеве. Академик АН УССР.

Работал с 1918 посыльным, рабочим, помощником мастера, закончил заочно Рыбинский механический техникум (г. Рыбинск). 

В 1921 г. поступил на физико-механический факультет Петроградского политехнического института. 

Весной 1923 г. А. Ф. Иоффе привёл его в числе шести студентов в свою лабораторию в ЛФТИ.

В 1920-х  задерживался органами ГПУ в Ленинграде, причины неизвестны.

В июле — августе 1928 года вместе с другими молодыми физтеховцами выехал в Германию на средства, заработанные Иоффе за консультации компании «General Electric» (США). 
В октябре 1928 переводится в харьковский ФТИ, где с марта 1930 был заместителем директора, а с 1933 — директором. Руководил также ядерной лабораторией УФТИ.
Весной 1934 г. Лейпунский был командирован, по поручению наркомата тяжелой промышленности, в Англию, где по декабрь 1935 работал в Кавендишской лаборатории Кембриджского университета у Резерфорда.
В апреле 1934 года А. Лейпунский командирован в Кембридж в Кавендишскую лабораторию Э. Резерфорда по поручению наркомата тяжелой промышленности. В Кембридже Лейпунский первым в мире экспериментально доказал факт существования нейтрино. Хотя в статье, опубликованной в 1936 году в английском журнале, он утверждал, что полученные им данные имеют недостаточную точность для окончательных выводов.
В 1937 исключён из рядов ВКП(б) «за пособничество врагам народа» и снят с должности директора. Арестован в Харькове 14 июня 1938 (т. н. «дело УФТИ»), на момент ареста проживал в Харькове (Юмовский туп., д. 6, кв.1 — высоковольтный корпус УФТИ).
Содержался в тюрьме Киева. В связи с истечением срока следствия (2 месяца) и отсутствием достаточных данных для предания суду (А. Вайсберг и Ф. Хоутерманс не дали показаний на Лейпунского) по постановлению начальника 1-го отделения 3-го отдела УГБ НКВД УССР Ровинского от 8 августа 1938 дело в отношении Лейпунского было прекращено и он был освобожден.
С 1939 года А. И. Лейпунский — руководитель исследований по проблеме «Изучение деления урана», а также (с 1940 года) — по проектированию циклотрона. Принимал участие в работе Ядерной и Урановой комиссий АН СССР. В 1941—1944 — директор Института физики и математики АН УССР, где занимается оборонными задачами, в 1944 создаёт там отдел ядерной физики. В 1944—1949 — директор Института физики АН УССР, также завсектором ИТЭФ АН СССР, завкафедрой и декан инженерно-физического факультета Московского Механического Института (ММИ). 
В 1946 году был восстановлен в партии, в 1946-1947  заведовал сектором лаборатории №3, которой руководил академик А.И. Алиханов. В лаборатории №3 в то время создавался тяжеловодный реактор на природном уране и строился уникальный ускоритель заряженных частиц (разработка прототипного ускорителя с энергией 10 МэВ началась по предложениею А.И.Лейпунского),  в 1946-1949 был заместителем начальника 9 управления НКВД (http://elib.biblioatom.ru/text/kruglov_shtab-atomproma_1998/go,72/) , с 1949 года возглавлял отдел Обнинского физико-энергетического института.

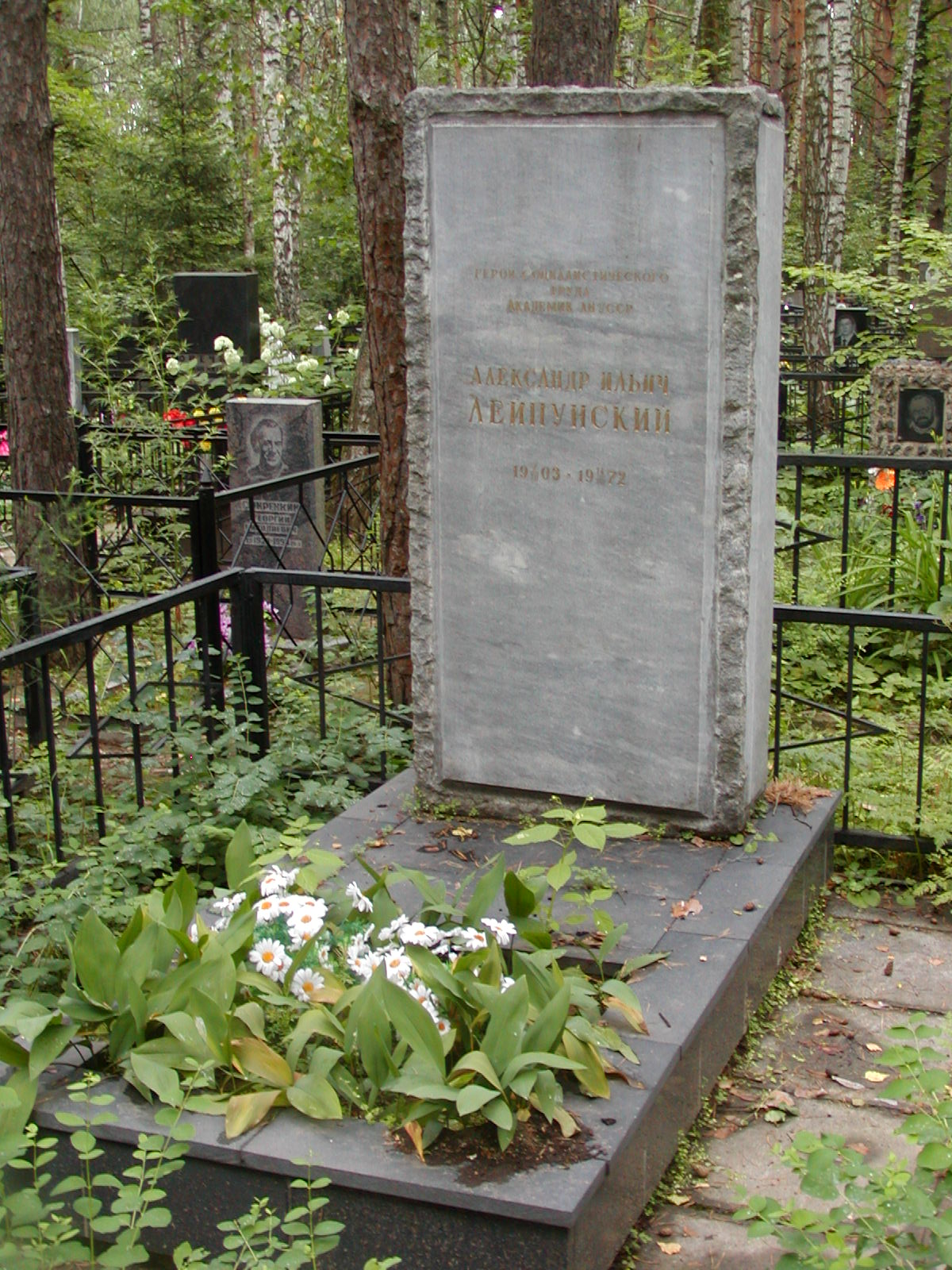
Надгробная стела А. И. Лейпунскому на Кончаловском кладбище в Обнинске

С 1950 года — научный руководитель программы создания ядерных реакторов на быстрых нейтронах.
В Обнинске он стал научным руководителем проекта реактора с жидкометаллическим теплоносителем, который лёг в основу принципиально новой двигательной установки подводной лодки К-27.
В Обнинске им была создана школа физиков-ядерщиков.
Умер в Обнинске, похоронен на Кончаловском кладбище.

## Награды и премии
- Герой Социалистического Труда (06.12.1963)
- Три ордена Ленина (29.10.1949; 21.08.1953; 06.12.1963)
- Орден Октябрьской Революции (26.04.1971)
- Орден «Знак Почёта» (01.10.1944)
- Ленинская премия (1960)
- Почётный гражданин города Обнинска (1996, посмертно)

## Память

Мемориальная доска со следами вандализма на улице Лейпунского

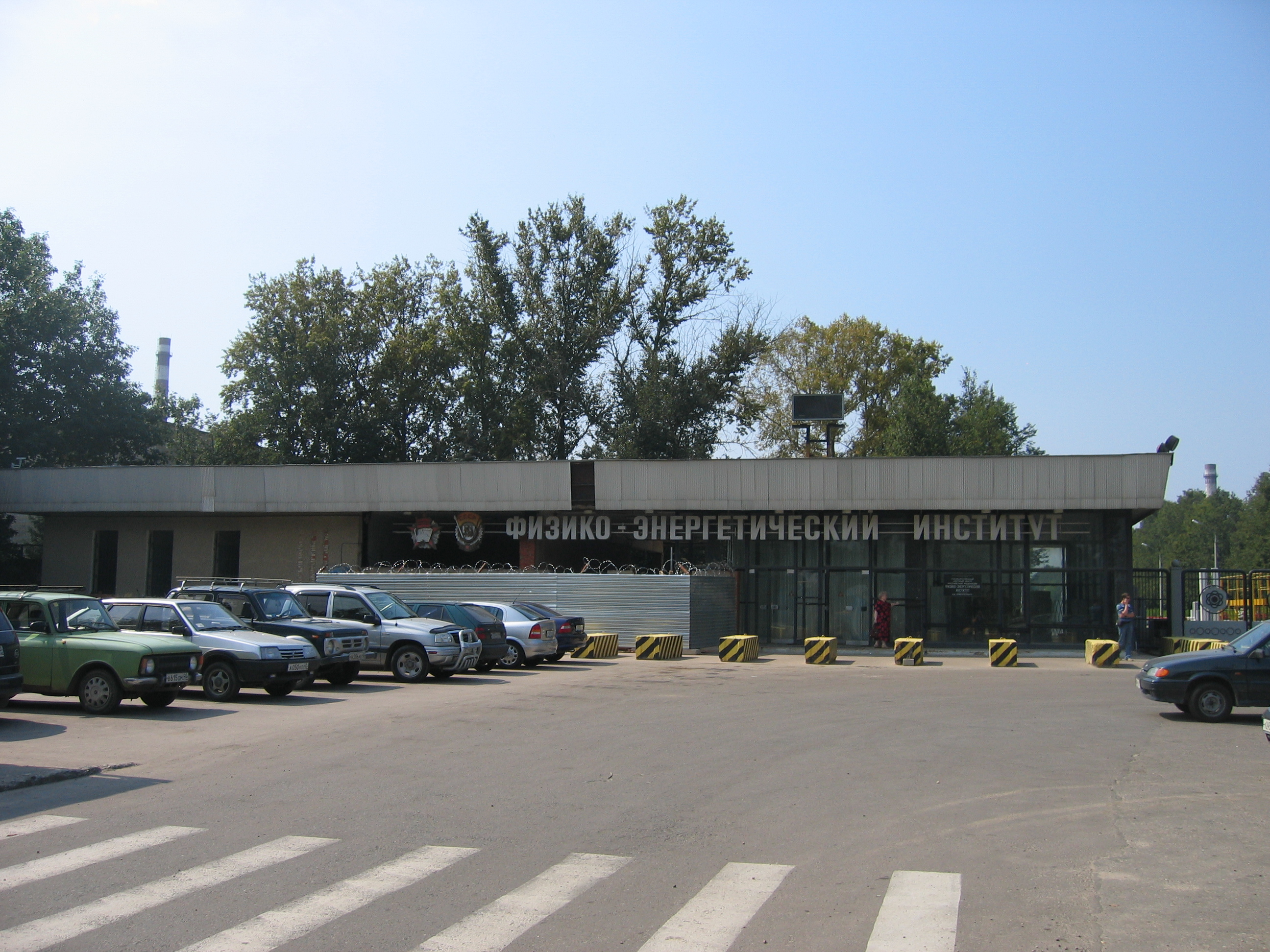
Физико-энергетический институт имени А. И. Лейпунского в Обнинске

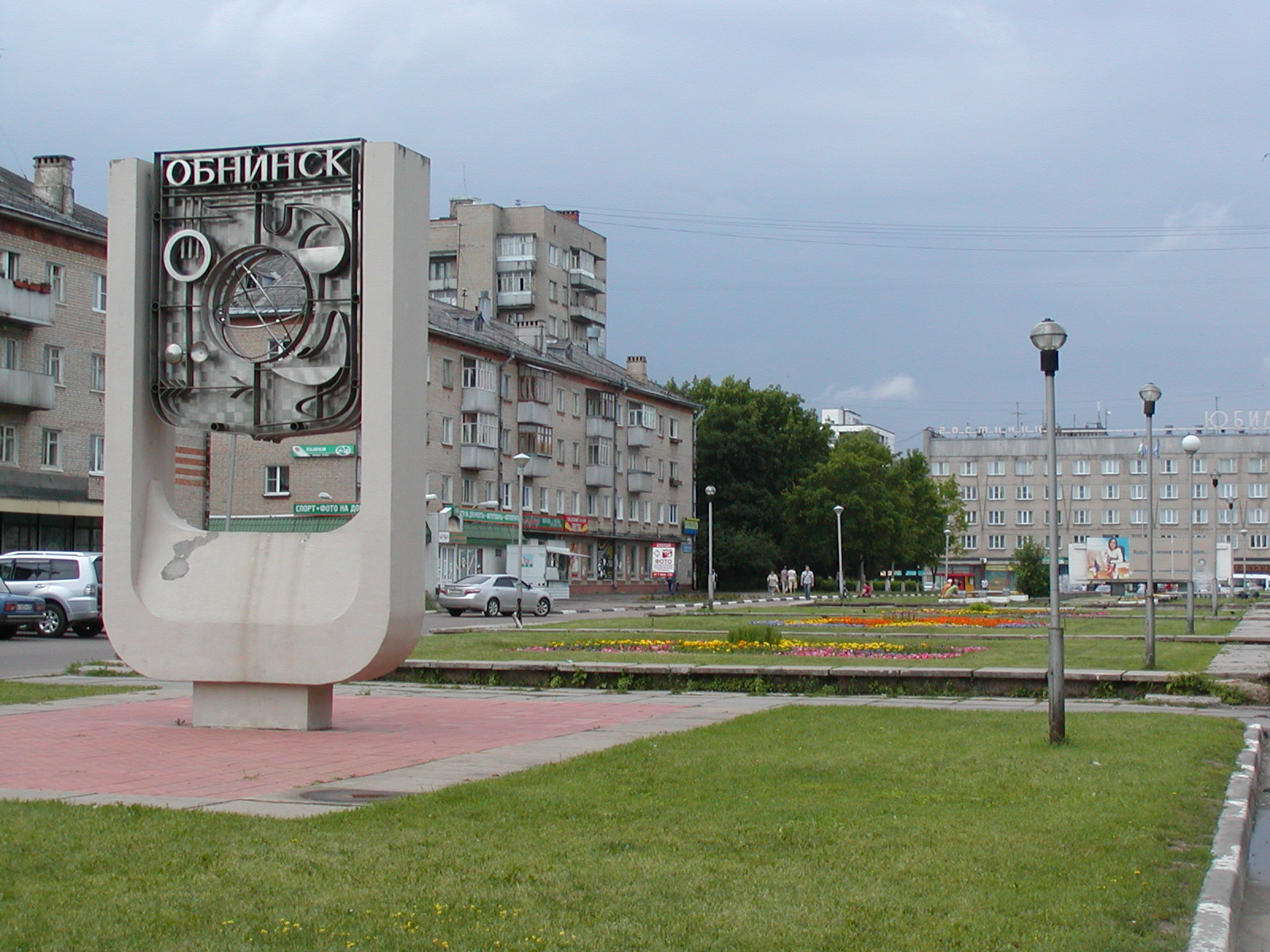
Улица Лейпунского в Обнинске

В Обнинске имя Лейпунского присвоено Физико-энергетическому институту и улице. На одном из домов по улице Лейпунского установлена мемориальная доска.